# 麥克萊恩斯 (內華達州)
麥克萊恩斯（英語：McLeans）是位於美國內華達州埃斯梅拉達縣的鬼鎮。

## 地理
麥克萊恩斯所處的海拔為高於海平面1461米（即4793英呎），而該地所採用的時區為UTC-8，即太平洋时区（PST）。同時該地設有夏令時間，為UTC-8調快一小時，即UTC-7（PDT）。